# Copelatus kilimandjarensis
Copelatus kilimandjarensis är en skalbaggsart som beskrevs av Bilardo och Pederzani 1972. Copelatus kilimandjarensis ingår i släktet Copelatus och familjen dykare. Inga underarter finns listade i Catalogue of Life.